# Wehnerstraße 11 (München)

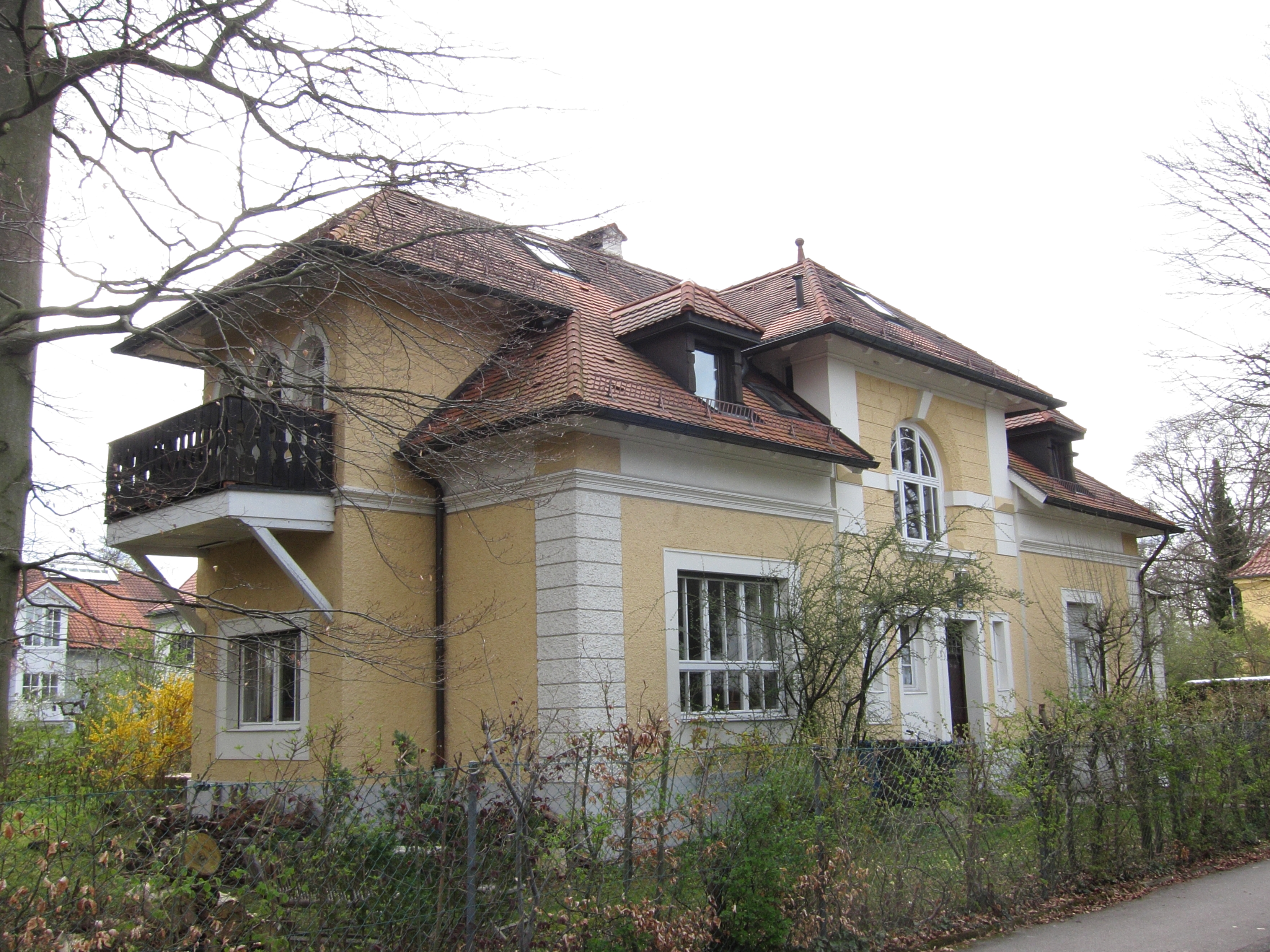
Haus Wehnerstraße 11 im Stadtteil Pasing von München

Das Gebäude Wehnerstraße 11 im Stadtteil Pasing der bayerischen Landeshauptstadt München wurde 1899 errichtet. Die Villa, die nach Plänen des Architekten Louis Ende erbaut wurde, ist ein geschütztes Baudenkmal. Von Louis Ende wurden auch die Villen Wehnerstraße 7, Wehnerstraße 19 und Wehnerstraße 20 errichtet.
Der schlichte Neurenaissancebau in der Wehnerstraße gehört zur Erstbebauung der Waldkolonie Pasing. Der Walmdachbau, der durch Querdächer über den Lang- sowie Zwerchhäuser über den Schmalseiten, einen bewegten Umriss erhält, wurde im Detail leicht geglättet.